# 윤채원
윤채원(1991년 3월 12일 ~ )은 대한민국의 레이싱 모델이다.

## 경력

### 레이싱모델 경력
- 2014년 - 럭셔리 슈퍼카 위켄드 레이싱모델
- 2014년 - 코리아 카트 챔피언십 레이싱모델